# Acipenser gueldenstaedtii
Acipenser gueldenstaedtii, também chamado de Esturjão russo, é uma espécie de peixe da família Acipenseridae. É uma espécie muito próxima do Acipenser persicus (Esturjão Persa).  As suas ovas são utilizadas para a produção de caviar ossetra.
Ele é encontrado no Azerbaijão, na Bulgária, na Geórgia, no Irã, no Cazaquistão, na Romênia, na Rússia, na Turquia e na Ucrânia. O seu comprimento pode chegar a quase 2 metros e o seu peso a mais de 110 quilogramas. O esturjão-russo demora a amadurecer sexualmente e a se reproduzir, sendo, portanto, um peixe altamente vulnerável à pesca.
Atualmente a espécie é bastante rara na região do Mar Negro, onde quase todos os seus locais de reprodução desapareceram devido à construção de represas, com exceção do baixo Danúbio, que ainda conta com alguns desses locais, mas onde, mesmo assim, este peixe é raro. A região do Mar Cáspio perdeu 70% das áreas de reprodução do esturjão-russo desde a década de 1950, principalmente devido à construção de usinas hidroelétricas. O controle do fluxo do Rio Kuban provocou a perda de 140 mil hectares de áreas de reprodução, e o represamento do Rio Don implicou na perda de 68 mil hectares dessas áreas.
A última população natural de esturjão-russo ainda migra subindo o Rio Danúbio e o Rio Rioni (ele foi visto pela última vez no Rioni em 1999), onde os esturjões são alvo de pesca excessiva e ilegal. As populações do Mar Cáspio também estão sob forte pressão devido à pesca excessiva e à perda de habitats de reprodução. Quase todos os peixes que migram para se reproduzir são pescados ilegalmente abaixo da Represa de Volgogrado. O Rio Ural ainda possui indivíduos da espécie que se reproduzem.
Os especialistas estimam que a população nativa selvagem deste esturjão sofreu um enorme declínio de mais de 90% nas últimas três gerações (cerca de 45 anos). Esta estimativa se baseia no declínio de 88,5% em capturas globais da espécie em apenas 15 anos, apesar do alto nível de reposição artificial; de 92,5% da biomassa procriação no Rio Volga de 1961-1965 a 1998-2000; de 88% do número médio de peixes reprodutores que entraram no baixo Rio Volga segunda a média de 1962-1975 à média de 1992-2000; e da queda do Índice de Produção Juvenil do Danúbio romeno.
A previsão é de que esse declínio continuará, já que a pesca ilegal no mar e nos rios para a produção de caviar resultará em breve na extinção da população natural selvagem remanescente do esturjão-russo. No futuro imediato, a sobrevivência da espécie poderá depender apenas da sua reposição artificial.